# Miguel Barrias
Miguel de Carvalho Barrias (São Pedro (Vila Real), 27 de Maio de 1904 - 1955), foi um pintor e professor de desenho português
Filho de João Alves Barrias e de Maria do Loreto Gomes de Carvalho. Pertence à segunda geração de artistas modernistas portugueses. Esteve em Paris na década de 1920, sendo influenciado pelo expressionismo e pelo cubismo.
Funda no Porto, em Janeiro de 1929, com Heitor Cramez, uma empresa de ensino por correspondência na área do desenho, designada por Escola Nacional de Desenho. Foi professor do ensino técnico. Assume as funções de professor provisório da Escola Comercial e Industrial José Júlio Rodrigues no ano lectivo de 1929-30, substituindo Trindade Chagas. Na década de 1940 foi professor em Portalegre e na década de 1950 foi metodólogo na Escola de Artes Decorativas Soares dos Reis, no Porto.
Foi casado com Mercedes Amélia Heitor (192?- div. 1939) e com Maria de Sousa e Silva (1942- div.19??). Pai do pintor José Barrias.